# Ada Initiative
Ada Initiativeは、フリーカルチャー運動、オープンソースにおける女性の参加を促進することを目的とした非営利団体である。この団体は2011年に、Linuxカーネル開発者でオープンソース支持者であるヴァレリー・オーロラと、オーストラリアにおける最大の女性向けオープンソース団体「AussieChix」の創設者であるオープンソース開発者かつ支持者のメアリー・ガーディナーによって設立された。団体名は、世界初のコンピュータプログラマの一人であり、プログラミング言語Adaの名の由来でもあるエイダ・ラブレスにちなんで名付けられた。
2015年8月、Ada Initiativeの理事会は、同団体が2015年10月に解散することを発表した。発表によれば、団体の執行部が辞任を決定し、適切な後継者を見つけることができなかったという。

## 歴史

エイダ・ラブレス、アルフレッド・エドワード・シャロンによる原画を基に制作された木版画

すでにオープンソース分野における女性のための活動家であったヴァレリー・オーロラは、メアリー・ガーディナーおよびGeek Feminismのメンバーと協力し、カンファレンス向けの反ハラスメント方針の策定に取り組んだ。これは2010年のApacheConにおいてノイリン・シャーリーが性的暴行を受けた事件を受けたものである。彼女はガーディナーと共に、2011年2月にAda Initiativeを設立した。
2014年、ヴァレリー・オーロラはAda Initiativeのエグゼクティブ・ディレクターを辞任する意向を表明し、後任を探すための委員会が設立された。副エグゼクティブ・ディレクターであったメアリー・ガーディナーは候補とはならなかった。この委員会は、スマナ・ハリハレシュワラとガーディナーが主導し、2015年3月にクリスタル・ハフが新たなエグゼクティブ・ディレクターに就任したと発表した。ハフはボストンのルミノソ出身で、マサチューセッツ州からその役割を継続して務めた。
2015年8月、Ada Initiativeは2015年10月中旬に解散すると発表した。この発表は、団体が直面したリーダーシップの課題について述べており、共同創設者のいずれもが引き続きエグゼクティブ・ディレクターを務める意思を持っていなかったとされている。Ada Initiativeのウェブサイトの投稿によれば、
ヴァレリーの後任として効果的にその役割を果たせる新たなエグゼクティブ・ディレクターが見つかる可能性は低いと感じた。我々は、プログラムの変更やボランティア主体の運営への移行といった複数の選択肢も検討したが、熟慮の末、Ada Initiativeの秩序ある解散を決定した。その過程で、我々の知識や専門性の残りを、自由に再利用および改変可能な形でオープンソース化する。我々は非営利団体が永遠に存続する必要はないと考えている。Ada Initiativeは多くの素晴らしい活動を行ってきたことに満足している。
数ヶ月前に発表されたクリスタル・ハフの採用については、「その採用はうまくいかなかった」とだけ述べられており、詳細は触れられていない。

## 運営
Ada Initiativeが提供したすべてのサービスはプロボノであり、同団体は会員からの寄付によって支えられていた。2011年夏、Ada Initiativeは立ち上げ資金を募るキャンペーンを開始し、100人の支援者からの寄付を目標とした。このキャンペーンは予定された締切の6日前に終了した。同団体の最初の主要スポンサーはLinux Australiaであり、Puppet Labs、DreamHost、The Mail ArchiveおよびGoogleとともに支援を提供した。オーロラとガーディナーは唯一の職員であり、団体内でフルタイムの役割を果たしていた。

### 理事会および諮問委員会
Ada Initiativeは7人からなる理事会によって運営されており、その理事会が運営を監督していた。理事には共同創設者のメアリー・ガーディナー、スー・ガードナー、アメリア・グリーンホール、レイチェル・チャルマーズ、アリシア・ギブ、アンドレア・ホルビンスキー、マリーナ・ジュラヒンスカヤが含まれていた。およそ30人のメンバーから成る諮問委員会が、アイデアやプロジェクトについて助言を提供していた。

## 取り組み

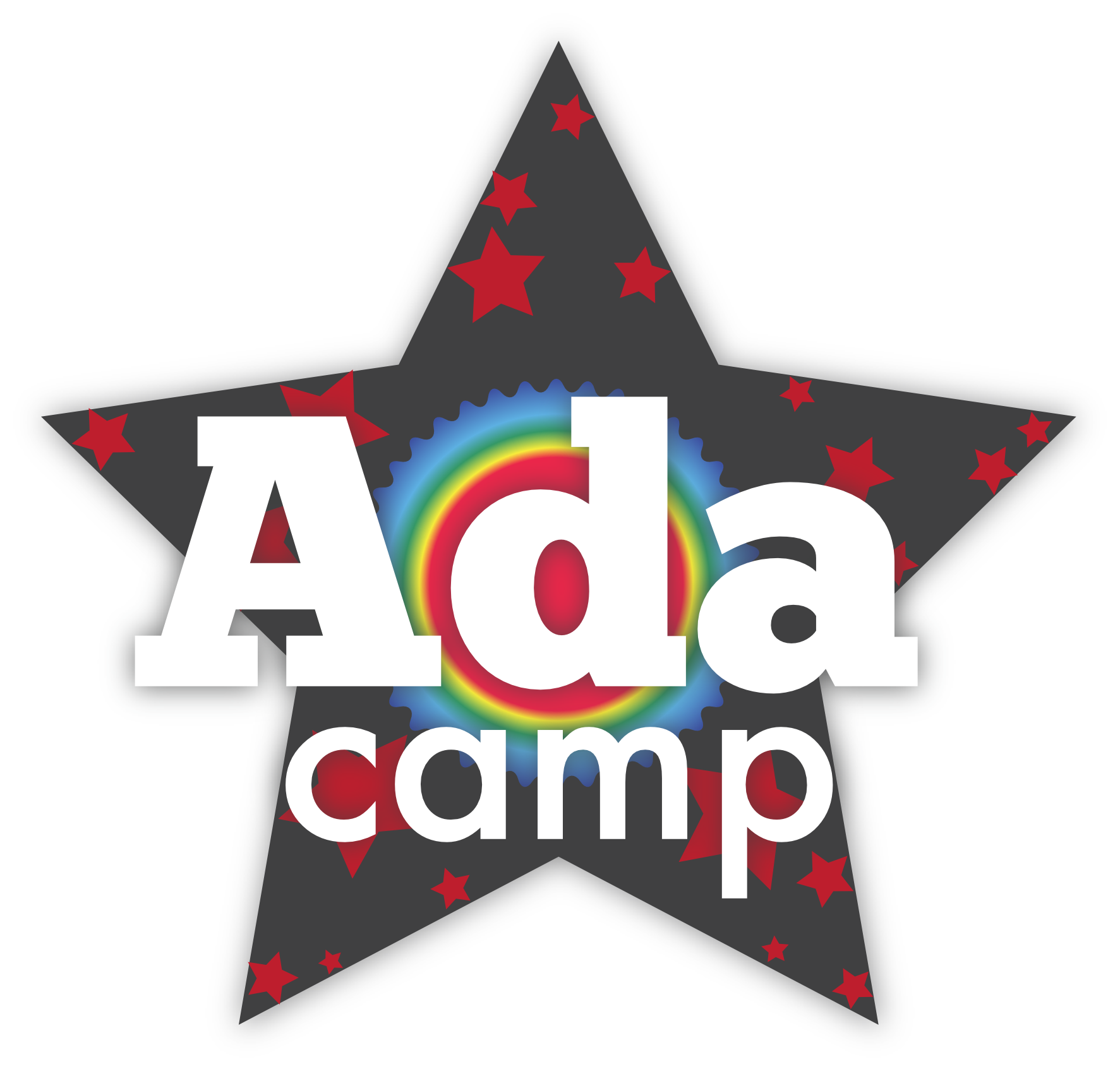
オープン技術分野の女性向けアンカンファレンスであるAdaCampのロゴ

LinuxChix、Geek Feminismおよびその他のグループのメンバーと協力し、Ada Initiativeはカンファレンス向けのハラスメント防止方針を策定した。また、オープンソース系カンファレンスの主催者と連携し、全ての参加者、特に女性にとって安全で参加しやすいイベントにするため、方針の採用・策定・周知を支援した。「Ubuntu Developer Summits」や、Linux Foundationの全イベント（LinuxConを含む）などが、Ada Initiativeの活動に基づいた方針を採用している。  
Ada Initiativeは、オープンソース分野における女性向け奨学金制度を創設するための政策フレームワークおよびアウトリーチプロジェクトやイベントのためのプログラムガイドも作成した。この団体はまた、ワークショップやトレーニングも主催した。これらのワークショップおよびプログラムには、男性および組織的支援者向けの「Allies Workshops」や、メンタリングを通じて女性のFOSSへの参加を促す「First Patch Week」プログラムが含まれていた。ワークショップの枠組みは自由に利用可能であるが、Ada Initiativeは対面でのワークショップを実施するファシリテーターも提供していた。  
オープンソース文化における女性の参加を促すことにより、Ada Initiativeは、女性が単なるボランティアとしてではなく、職業的かつフルタイムでオープンソースに関わることを奨励した。また、同団体はオープンソースにおける女性の役割や経験についての調査も実施し、既存の研究成果の最新化を目指した。オープンソースにおけるジェンダーバランスに関する最後の調査は2006年に実施されたものであった。2011年には新たな調査手法および調査自体が実施された。2013年には再調査が行われ、業界にとっての標準的リソースの提供が期待された。2011年の調査では、あらゆるジェンダーの参加者を対象とし、FOSS、ハードウェアやその他の関連分野、クリエイティブ・コモンズ、オンライン・アクティビズム、マッシュアップ、Maker Faire、ハッカースペースなどのフリーカルチャーに関する事項が調査された。  
Ada Initiativeは、オープン技術と文化における女性の参加を増加させることを目的としたAdaCampというアンカンファレンスの主催者でもあった。2012年から2015年の間に、7回のAdaCampが開催された。

## ヴァイオレット・ブルーのセキュリティ講演
2013年2月、Security B-Sides San Francisco会議の主催者は、講演者ヴァイオレット・ブルーの講演「sex +/- drugs: known vulns and exploits」を中止した。これは、Ada Initiativeから、同講演にはレイプ・トリガーが含まれているという懸念が寄せられたこと、ならびにそのテーマがセキュリティ会議においては不適切であると判断されたことによるものである。この突然の中止は、情報セキュリティ業界において激しい議論を引き起こした。これ以降、主任主催者イアン・ファンは、ブルー、オーロラ、Ada Initiativeの間で行われたやり取りについて、自身の見解をB-Sides San Franciscoのフロントページで説明しているが、Ada Initiativeおよびブルーの両者によってなされた一部の主張と矛盾している。